# Церемонія відкриття парламенту (Велика Британія)
Церемонія відкриття парламенту (англ. State Opening of Parliament) — щорічний політичний захід, що звичайно відбувається в жовтні або листопаді і відзначає початок сесії парламенту. Вона проходить в Палаті лордів у Вестмінстерському палаці.
Церемонія відкриття є формальним і дуже урочистим заходом, де жести і ритуальні промови, що не змінюються століттями, іноді приймають дуже символічний характер.
Так, до початку церемонії підвали Вестмінстерського палацу обшукуються алебардниками з ліхтарями, для того, щоб перешкодити будь-якій спробі  порохової змови: змова 1605, справді, мала на меті руйнування Палацу. Тепер же цей огляд проводиться тільки про людське око.

## Хід церемонії
Монарх прибуває в Вестмінстер з  Букінгемського палацу в  кареті, запряженій кіньми, в супроводі  королівської кінної гвардії. Він проходить всередину через спеціально відведений для нього вхід під Вежу Вікторії.
Над будівлею протягом всієї церемонії замість Юніон Джека майорить королівський штандарт (англ. Royal Standard).
Монарха зустрічають лорд-обер-гофмейстер (англ. Lord Great Chamberlain) з довгим дерев'яним жезлом в руці і герольдмейстер (англ. Black Rod), що несе на плечі паличку з металевим наконечником. Вони ведуть монарха по коридорах, йдучи попереду нього разом з  парламентським приставом (англ. Serjeant-at-Arms), який несе церемоніальну булаву, викрикуючи фразу: «Hats off, Strangers!» («Гості, шапки геть!»),- щоб присутні оголили голови перед Його/Її Величністю.
Позаяк монарху заборонено входити в  палату громад, герольдмейстер веде його в  палату лордів. Входячи туди, монарх вітає присутніх, потім сідає на приготований для нього трон і запрошує всіх взяти приклад з нього фразою: «My Lords, pray be seated» («Панове, прошу сідати»). Члени верхньої палати одягнені для церемонії у парадні червоні мантії і перуки.
Потім герольдмейстер вирушає до палати громад, щоб запросити депутатів бути присутніми на королівській промові. Але щойно він увійшов на поріг залу засідань цих зборів, депутати зачиняють двері прямо перед його носом, щоб показати йому перевагу нижньої палати та її незалежність від королівської влади, посланцем якої він є. Після того як герольдмейстер тричі постукав у двері своїм ціпком, йому дозволяють увійти до зали в супроводі парламентського пристава, який повинен забрати з палати булаву.
Він вітає поклоном спікера, а потім депутатів і наступною фразою офіційно сповіщає їх про те, що монарх очікує їх в палаті лордів: «Mr Speaker, The Queen (або King) commands this honourable House to attend Her Majesty immediately in the House of Peers» (« Пан спікер, королева (або король) наказує цій поважній Палаті негайно відвідати Її Величність в палаті перів»). Тоді депутати виходять із зали слідом за парламентським приставом, що несе булаву на плечі.
Коли збирається весь парламент (депутати від громад, проте, залишаються в залі стоячи), монарх вимовляє  тронну промову , в якій представляє законодавчу програму уряду на майбутню  сесію парламенту і яка насправді була складена  прем'єр-міністром. Щоб уникнути того, що народні обранці незаконно позбавлять монарха свободи, один депутат утримується в  Букінгемському палаці і стежить за королівської промовою по телебаченню.
Після закінчення церемонії монарх відразу вирушає назад до Букінгему так само як і приїхав — в кареті й з супроводом.